# Zdenka Serajnik
Zdenka Serajnik, slovenska pesnica, prevajalka, pedagoginja in pisateljica, * 4. avgust 1911, Prihova pri Oplotnici † 22. februar 2003, Slovenske Konjice.

## Življenje
Zdenka Serajnik je bila rojena na Prihovi, v družini Lovrenca in Božene Serajnik roj. Kreč, ki sta bila oba učitelja na tamkajšnji osnovni šoli. Rodbina Serajnik izhaja iz avstrijske Koroške in rodbina se omenja tudi v znani Sketovi povesti o Miklovi Zali.  Serajniki izhajajo iz kraja Serai v okolici Beljaka (ta naj bi bil tudi etimološki izvor priimka), pa tudi iz več krajev v Rožni dolini (nem. Rosental). Za Zdenko Serajnik in slovenske Serajnike sta pomembna prednika - brata Lovrenc Serajnik (1838–1911), Zdenkin ded in njen prastric Domicijan Serajnik (1847–1929), ki sta se okoli 1880 kot zavedna Slovenca umaknila pred ponemčevanjem s Koroške in se naselila na Spodnjem Štajerskem (Prihova, Ptujska gora).
Zdenka Serajnik se je po osnovni šoli na Prihovi preselila k sorodnikom v Ljubljano, kjer je končala realno gimnazijo in nato leta 1936 na Filozofski fakulteti diplomirala kot profesorica slovenskega jezika z nemščino in zgodovino južnoslovanske književnosti.
Po končanem študiju se je vrnila v Konjice, kjer je živela s starši in sorodniki. Takoj po osvoboditvi je pričela poučevati v Slovenskih Konjicah, nekaj mesecev je poučevala tudi na gimnaziji na Ptuju. Vse do svoje upokojitve leta 1972 je delala kot osnovnošolska učiteljica slovenskega jezika s književnostjo, nekaj časa tudi ruskega. 
Konjičani se Serajnikove spominjajo kot predane profesorice, ki je ob skrbi za slovenski jezik in domovino mnoge učence spodbujala k ustvarjalnosti in jim bila mentorica pri literarnih in pesniških poskusih. Se je pa že za mlada odločila, da bo duhovnost igrala pomembno vlogo v njenem življenju. Življenjski smisel je iskala v družbi z učenci, kulturniki, v veri, stroki, v ustvarjalnem delu. Bila je globoko verna, tudi članica Frančiškovega svetnega reda, zaradi česar je pogosto bila deležna nerazumevanja in pritiskov.  Kot je sama večkrat poudarila, ji je ‘vera dala duhovno in kulturno bogastvo, globino in obzorje’ . Ko so po njeni smrti odkrili njen življenjski moto: »Vse življenje si globoko in resnično želim biti čisto neznan kartuzijan«, se je razkril do tedaj nevidni smisel njenega bivanja ter pomen njene življenjske drže in naravnanosti .
Umrla je v Slovenskih Konjicah, leta 2003, kjer je pokopana na pokopališču pri sv. Ani .

## Delo
Zdenko Serajnik so poznali predvsem Konjičani kot svojo profesorico slovenskega jezika in književnosti. Šele odkritje njene pisne zapuščine je po smrti skromno profesorico postavilo v novo luč. Tipkopisi iz zapuščine pričajo, da je, ne da bi kdo to vedel, veliko objavljala, prevajala, pisala pesmi, igre, pesmi ter zgodbe in jih tudi objavljala, vendar zelo redko pod svojim imenom. V literaturi zasledimo podpise z njenimi inicialkami, pa tudi psevdonime (Silvo Zorec, s. Serafina, s. Silva) . Mnogo njenih besedil je bilo objavljenih nepodpisanih, zato je bilo na začetku težko oceniti, kako obsežen je njen opus. 
Največji del zapuščine predstavljajo pesmi. Zapustila je preko 2200 pesnitev na temo svetopisemskih odlomkov in praznikov v liturgičnem letu. Skoraj vse pesmi se navdihujejo po Svetem pismu, posvečene so posameznim cerkvenim dobam, praznikom, svetnikom. Izstopa molitveni značaj njene poezije, oblikovno pretežno zapisane v sonetni obliki. Vsebinsko povezani soneti sestavljajo vence sonetov, ki tvorijo adventni, božični, postni in velikonočni cikel molitvenih sonetov ter cikel med letom . 
Nekatere pesmi so še v času njenega življenja objavljale revije katoliškega tiska, največ pa jih je ostalo v tipkopisu in še čakajo na obdelavo in izdajo. Doslej je le 70 pesmi izšlo v knjižni obliki pod naslovom Dihanje večnosti (2003), ki je izšla dva meseca po pesničini smrti.
V njeni zapuščini so odkrili obsežen opus prevedenih del. Prevajala je iz nemščine, latinščine, ruščine in francoščine. Med prevodi najdemo odlomke literarnih del Alme Karlin – prevedene fragmente iz avtobiografije Kalinove Ein Mensh wird... (v slov.  Sama), povzetek romana Frančiška Kladovalec, prevod prvega poglavja Im Banne der Südsee (v slov. Urok Južnega morja), gledališko igro Pod košatim očesom ter prevode krajših novel. Zdenka Serajnik je verjetno bila prva prevajalka del Alme Karlin v slovenščino .
V njeni zapuščini so našli tudi originalni prevod romansirane biografije prijateljice Alme Karlin, Thee Schreiber Gamelin. Delo je februarja 2017 izšlo pri celjski Mohorjevi družbi pod naslovom Dvoje življenj – en cilj. Prevedla je tudi knjigo Walterja Nigga – Pridi Sveti Duh.
Pomembni so njeni prevodi himn za Bogoslužni molitvenik, za revijo Oznanjenje je prepesnila nekaj psalmov; mnogi od njih so uglasbeni. 
Kot profesorica slovenščine je usmerjala mnoge šolske proslave in prireditve, zato ji je bil blizu tudi svet gledališča. Za oder je prevedla in priredila precej literarnih del, poučevala dramatiko, režirala dvanajst amaterskih iger. Sama je napisala vsaj eno igro - Sen kresne noči. V rokopisu so našli tudi dve zgodovinski igri o Emi Krški in kartuzijanih v dolini sv. Janeza. Ta besedila niso podpisana, veendar raziskovalci sklepajo na avtorstvo Zdenke Serajnik glede na posvetilo dr. Steinerju in pripis, da ime pisca ni važno .
Pazljivo je spremljala dogajanje v Cerkvi in se nanj odzivala s svojimi članki, predlogi, kritikami v verskem tisku (Srečanja, Cerkev v sedanjem svetu, Oznanjenje, Družina, Znamenje, Božji vrelci, V Materini šoli itd.). Zanimiva je tudi njena skrb za umetnostno dediščino, zlasti na Konjiškem in Celjskem, ki se izraža v njenih pisnih predlogih za ohranitev kulturne dediščine in kritičnih zapisih v zvezi z različnimi, zlasti neprimernimi posegi v spomenike, urbano okolje in kulturno krajino.
Dela Zdenke Serajnik se še zbirajo, urejajo, kategorizirajo ter čakajo na nadaljnje raziskave.

## Raziskovanje del Zdenke Serajnik
Marca 2009 so sorodniki podarili celotno pisno zapuščino Zdenke Serajnik Občini Slovenske Konjice. Na slovesni predaji gradiv je bilo dogovorjeno, da se gradivo pregleda in javno predstavi. 
Tihe rože Zdenke Serajnik
Tihe Rože Zdenke Serajnik je kulturni projekt, ki je nastal ob 100. obletnici rojstva Zdenke Serajnik. Projekt sta v letu 2011 zasnovali in vodili Občina Slovenske Konjice in Občina Zreče, z namenom, seznaniti stroko in občane o delu, pomenu in veličini premalo znane konjičanke. V okviru tega projekta  sta nastala zbornik Tihe rože Zdenke Serajnik, v katerem so prvič javno predstavili njeno življenje in delo ter pesmarica z notnim gradivom osemnajstih pesmi, katerih avtorica je bila Zdenka Serajnik. Ob izdaji obeh publikacij so pripravili še svečani občinski akademiji ob slovenskem kulturnem prazniku, gledališko predstavo Pod košatim očesom Alme Karlin v prevodu Zdenke Serajnik, večer postnih pesmi in poezije v Zrečah, pohod po poteh Zdenke Serajnik od Prihove v Slovenske Konjice, literarni večer v Skomarski hiši in objavili skrajšano verzijo vsebine zbornika v lokalnem časopisu Novice.
Novembra 2016 je bila v župnijski cerkvi v Petrovčah prvič izvedena kantata Blagoslovljena med ženami, v kateri je besedila Zdenke Serajnik uglasbil skladatelj Jože Trošt. Kantato so izvedli združeni cerkveni pevski zbori dekanije Žalec in župnije Polzela pod vodstvom dirigenta Marka Slokarja, ob orgelski spremljavi Jana Grobelnika, s solistoma Andrejo Zakonjšek Krt in Primožem Krtom.
Mednarodni znanstveni simpozij o Zdenki Serajnik
V letu 2017 je Občina Slovenske Konjice v sodelovanju z Občino Oplotnico in Teološko fakulteto Univerze v Ljubljani pripravila mednarodni znanstveni simpozij o Zdenki Serajnik, na katerem so predstavili sadove poglobljenih raziskav del in misli Zdenke Serajnik. Kot zapiše dr. Slavko Krajnc, duhovni oče simpozija in urednik znanstvene monografije Svetloba drami našega duha, raziskave pomenijo ‘obširen in poglobljen prikaz najrazličnejših  zlatnikov duše, na katerih so vgravirane misli, spodbude in spoznanja Zdenke Serajnik, ki čakajo, da jih beremo, spoznavamo in se ob njih duhovno bogatimo’ . Ob znanstveni monografiji je izšla še pesmarica Izliva duša se mi v hvalospev, z uglasbenimi pesmimi Zdenke Serajnik, ki so jih predstavili na koncertu v cerkvi v Oplotnici. Simpozij se je končal s  sveto mašo na Prihovi.

### Prevodi
- gledališka igra Alme M. Karlin: "Pod košatim očesom"
- Schreiber Gamelin Thea Dvoje življenj - en cilj , Celjska Mohorjeva družba: Društvo Mohorjeva družba, Celje, 2016, (COBISS) ISBN 978-961-278-301-3